# Idrogenodifluoruro d'ammonio
L'idrogenodifluoruro d'ammonio (o bifluoruro d'ammonio o difluoruro d'ammonio e idrogeno) è un sale che consiste di cationi ammonio [NH4]+ e anioni idrogenodifluoruro [HF2]−. Quest'ultimo deriva dal particolare legame che si instaura tra una molecola di acido fluoridrico (HF) e uno ione fluoruro (F−).
A temperatura ambiente si presenta come cristalli incolori (o polvere cristallina bianca) dall'odore pungente. È un composto tossico, corrosivo.